# Schrei, wenn du kannst
Schrei, wenn du kannst (Originaltitel: Les Cousins) ist ein französischer Spielfilm von Claude Chabrol aus dem Jahr 1959. Der Regisseur trieb damit die Etablierung der Nouvelle Vague weiter voran und erlebte seinen internationalen Durchbruch.

## Handlung
Charles zieht aus der französischen Provinz nach Paris, um dort zu studieren. Dort wohnt er bei seinem Cousin Paul, der ihm die Sitten der bourgeoisen, dekadenten Studenten zeigt. Kurz darauf verliebt Charles sich in Florence, die sich aber für Paul entscheidet. Nun zieht Florence in Pauls Wohnung, woraufhin Charles eifersüchtig wird, dies aber durch fanatisches Lernen für ein bevorstehendes Examen zu verschleiern versucht.
Am Tag der Prüfung besteht Paul durch sein Selbstbewusstsein, nicht durch Sachkenntnisse. Dagegen fällt Charles trotz der guten Vorbereitung wegen Nervosität durch. Aus Wut will er deswegen seinen Cousin umbringen, indem er ihn im Schlaf erschießt. Er lädt einen Revolver mit nur einer Patrone und dreht, ähnlich wie beim Russisch Roulette, die Trommel, doch kein Schuss löst sich. Am Morgen darauf spielt Paul mit dem Revolver und tötet versehentlich Charles. Paul entwickelt dabei zum ersten Mal Mitgefühl für andere Menschen.

## Kritiken
Der Film war bei Kritikern ein Erfolg. In der Zeitung Die Welt beispielsweise wurde der Film folgendermaßen gelobt: „Dieser Film erreicht im träumenden Hirn jenes Ideal, dass eine rein von den Augen getrunkene Bilderfolge in uns sich verwandelt in reines Glück“. Im Branchenblatt Variety hieß es, der Film sei trotz seiner gelegentlichen Prätenziösität dank präziser Handlungsentwicklung, der guten technischen Umsetzung und dem Blick auf vom Profanen zerstörte Unschuld fesselnd.

## Auszeichnungen
- Internationale Filmfestspiele Berlin 1959: Goldener Bär als bester Film

## Synchronisation
In der deutschen Synchronisation wurde die Figur eines Juden in einen Ungarn verändert und die Gestapo in die ungarische Staatspolizei.